# Philip Hoare
Philip Hoare (Southampton, 1958) es un ensayista y periodista inglés. Su libro Leviatán o la ballena ganó el premio de ensayo Samuel Johnson de la BBC (BBC Samuel Johnson Prize for Non-Fiction) en 2009.

## Biografía
Philip Hoare pasó su adolescencia en un barrio residencial de Southampton, idolatrando a David Bowie y Roxy Music. En Londres, mientras estudiaba en la universidad, descubrió el Roxy Club. Sus visitas semanales al Covent Garden lo introdujeron en el movimiento punk para el que editó varios fanzines, fue mánager de algunos grupos y diseñó algunas cubiertas de discos. Trabajó para Virgin Records como comprador de música indy, luego para Rough Trade Records y finalmente creó su propia discográfica.
En 1990 publicó su primer libro, Serious Pleasures: The Life of Stephen Tennant, un relato sobre la vida de un excéntrico aristócrata que se convirtió en un best seller a ambas orillas del Atlántico. El director de cine John Waters, que lo reseñó para el New York Times, dijo que era «inteligente y asombroso (...) hilarante y erudito a la vez». En 1995 publicó una biografía titulada Noel Coward: A Biography, considerada la biografía definitiva del dramaturgo.
Ha trabajado como consultor para la BBC2 en una trilogía de documentales sobre Noel Coward, apareció en el documental de la BBC de 1998 sobre Oscar Wilde y ha presentado la reciente serie de dos documentales sobre el mundo de las ballenas realizada por la BBC e inspirada en su obra Leviatán o la ballena (2009). Ha trabajado como conferenciante en los festivales literarios de Birmingham, Cheltenham y South Bank, así como ante la Oscar Wilde Society, y la National Portrait Gallery. También ha pronunciado conferencias conjuntamente con Neil Tennant, de los Pet Shop Boys, sobre Noel Coward, y en la Tate Gallery, conjuntamente con Michael Bracewell, sobre el concepto de la decadencia, y en el Festival Hall sobre el movimiento punk.
En 1998 codirigió con Neil Tenant una exposición de fotografías sobre Sir Noel Coward. En 1999 codirigió la exposición Iconos del Pop en la National Portrait Gallery, que consiguió atraer a más de 225.000 visitantes y luego fue llevada a otras ciudades del Reino Unido. Ha aparecido en el programa Newsline de ABC, en el Larry King Show de CNN y contribuye regularmente con sus artículos a The Independent, The Guardian, The Times Literary Supplement y Harpers & Queen.